# Cal Cigarró
Cal Cigarro (sense accent, el títol és erroni) és una obra de Salt (Gironès) protegida com a bé cultural d'interès local.

## Descripció
És un edifici de planta basilical amb dos pisos i golfes. L'edifici té l'aspecte d'haver estat substancialment modificat. És possible que inicialment constés de planta i pis i que una modificació de l'any 1875 s'ampliés a un pis més com es constata en una rajola entre cairats del sostre de les golfes. A l'altura del primer pis, per la façana sud s'ha trobat un rellotge de sol que es va malmetre quan s'aixecà un pis més. Es pot llegir la data de 1766.
Construcció d'Opus Incertum amb rierencs i pedres ben tallades als angles i muntants i llindes de les obertures. Les golfes per la façana sud presenta una obertura triple amb balustrada i arcs de mig punt. Al pati davanter hi trobem un pou cobert amb una terrassa creant un espai recollit entre el portal d'entrada i el mas.
La diversitat de mides i tipus d'obertures, així com la terrassa / cobert del pou trenquen la simetria que és característica en aquest tipus d'edificacions.

## Història
Inicialment la casa era de planta i pis, almenys així estava escripturada. Segons hem pogut constatar per una data que apareix en un rellotge esgrafiat a la façana del primer pis, sabem que és del 1766 o en qualsevol cas del segle xviii atès que el decenni no es llegeix prou bé.
Aquest rellotge es malmeté per la segona reforma que aixecà un pis i golfes. Consta escrit en una rajola del sostre entre cairats l'any 1875, probablement és la data d'ampliació.
L'any 1986, Maria Casals i Teixidor demanà llicència d'obres per canviar una part de la teulada de la casa.